# Атмосферный спутник

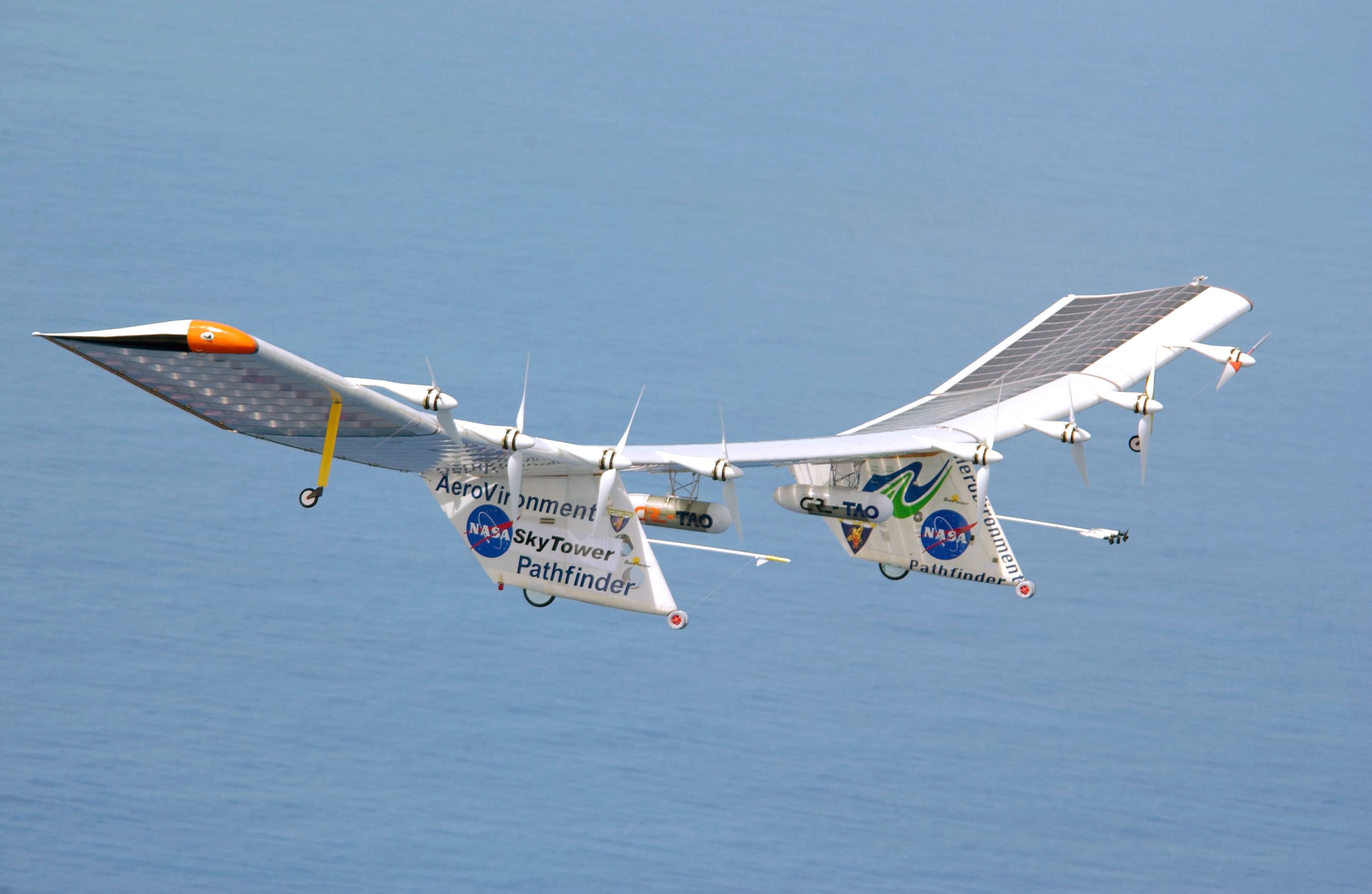
Аппарат NASA Pathfinder

Атмосферный спутник или высотная платформа (англ. High-altitude platform station, HAPS) — беспилотный летательный аппарат, который может долго находиться на высоте 20–50 километров в определенной фиксированной точке относительно Земли. Такие аппараты могут использоваться как для установления фиксированных широкополосных соединений для конечных пользователей Интернета, так и в качестве линий передачи между сетями подвижной связи и базовыми сетями, используемыми для транзитного трафика. Они делают возможным развертывание подвижной широкополосной связи в малонаселенных районах. При этом стоимость подъёма «атмосферного спутника» ниже стоимости выведения на орбиту космического спутника связи, и также, в отличие от него, возможен спуск, обслуживание и ремонт установленной на «атмосферном спутнике» телекоммуникационной аппаратуры.
Предполагается, что источником энергии для полёта и аппаратуры таких беспилотных аппаратов будут солнечные батареи, однако при этом возникает проблема полёта и связи ночью. Её можно решить с помощью использования аккумуляторов, но мощные аккумуляторы способны поднять только тяжёлые беспилотные летательные аппараты с размахом крыла авиалайнера. При этом основная часть энергии батарей уходит на удержание летательного аппарата в воздухе, на борьбу с высотным ветром.
Исследования в области HAPS начались в рамках Международного союза электросвязи в середине 1990-х годов. К настоящему времени такие проекты стали более реалистичными благодаря технологическим достижениям в области эффективности солнечных панелей, плотности энергии аккумуляторов, легких композитных материалов, автономного бортового радиоэлектронного оборудования и антенн.
Примерами экспериментальных аппаратов такого рода являются разработанный НАСА к 1999 году аппарат Helios, разработанный к 2005 году британский аппарат Zephyr, разработанный к 2016 году российский аппарат Сова.